# Jatropha induta
Jatropha induta là một loài thực vật có hoa trong họ Đại kích. Loài này được (Chodat & Hassl.) Pax mô tả khoa học đầu tiên năm 1910.